# Descontrol (canción)
«Descontrol» es el segundo sencillo oficial del disco de Daddy Yankee titulado Mundial. Fue producido por Musicólogo & Menes "Los de la Nazza". Tuvo una buena acogida al ser de estilo underground.

## Problemas antes de la grabación
Originalmente, la canción iba a ser grabada junto al colega de Daddy Yankee, Don Omar. Sin embargo, debido a problemas con las disqueras de ambos, Don Omar no pudo aparecer en la canción.[cita requerida]

## Nominación a los Grammy
Descontrol fue nominada a los premios Grammy Latinos en la categoría de mejor canción urbana del año, donde también está nominada el primer sencillo del álbum Mundial. La ceremonia de los premios se realizó el 11 de noviembre de 2010

## Posicionamientos
| Lista (2010)             | Posición máxima |
| ------------------------ | --------------- |
| Argentina Top 100        | 6               |
| Latin Urban De Mediabase | 1               |

- Datos: Q5803914